# Tanzverbot

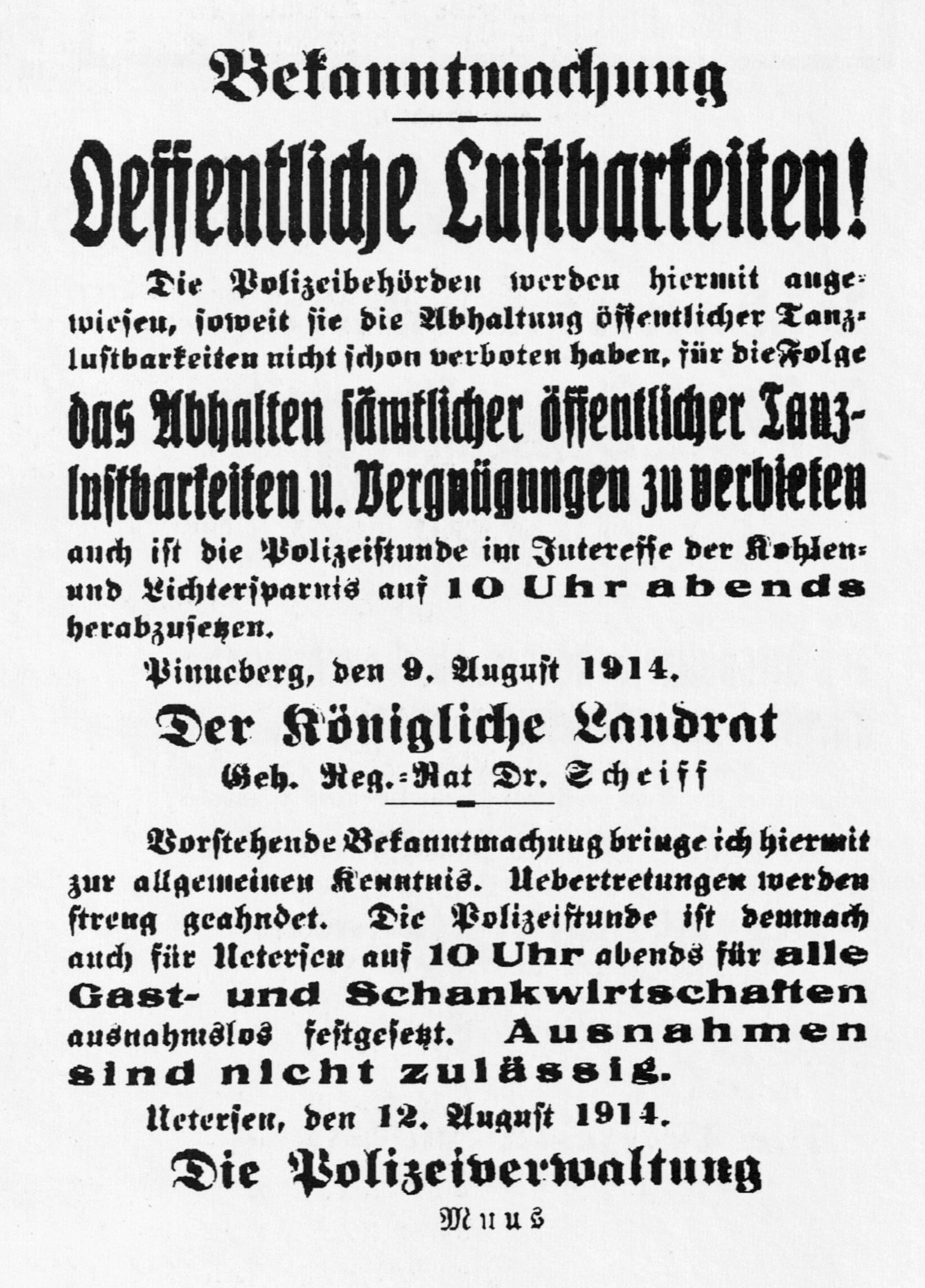
Bekanntmachung eines Tanzverbots in den Uetersener Nachrichten von 1914

Ein Tanzverbot ist eine an bestimmten Tagen oder zu bestimmten Zeiten des Jahres geltende Untersagung des Abhaltens öffentlicher Tanz- und Sportveranstaltungen. Der Ursprung des Tanzverbots ist sittlicher Natur. Tanzverbote existieren in verschiedenen Religionen und können auch aus weltlichen Gründen verhängt werden.

## Geschichtlicher Hintergrund

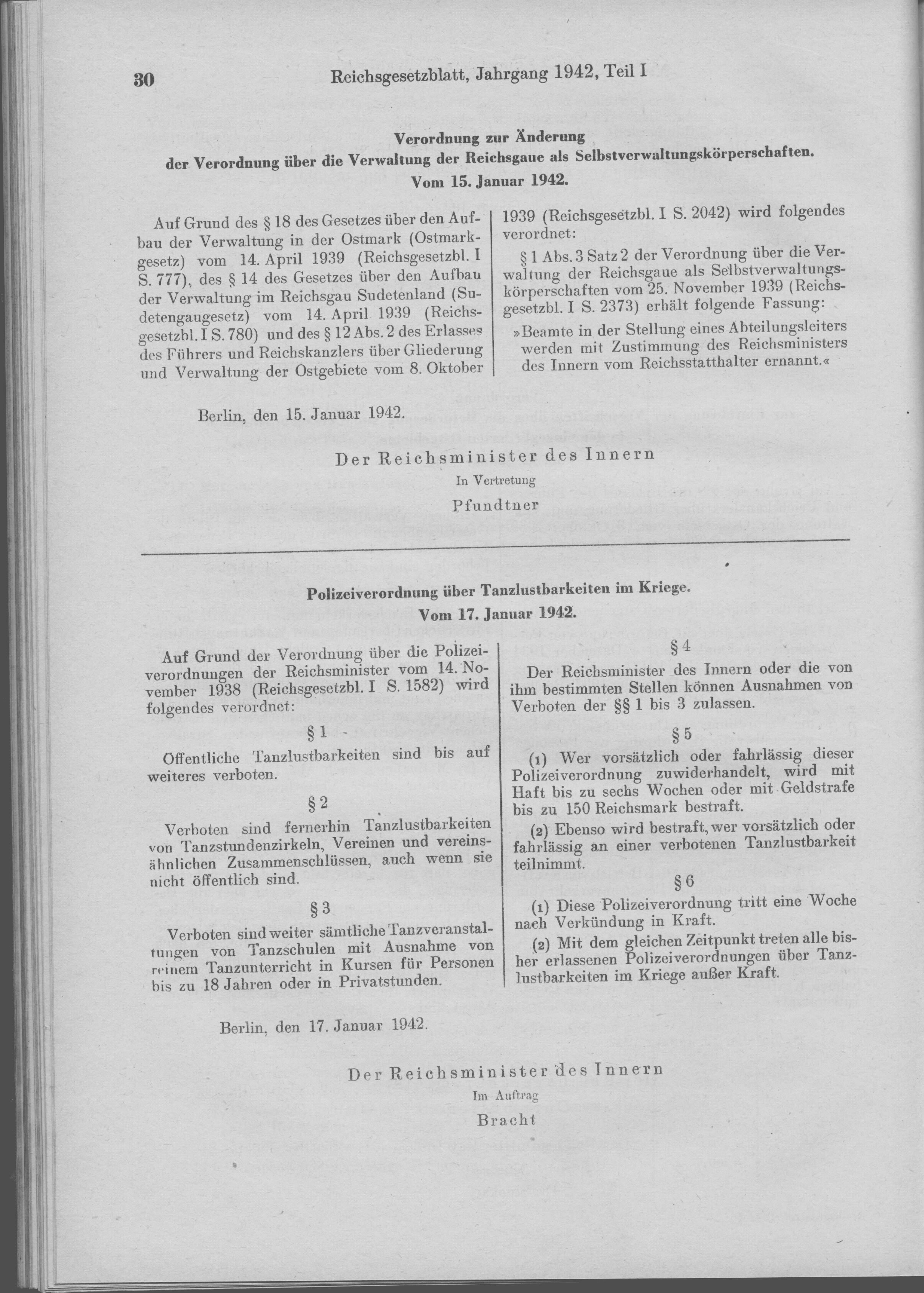
Polizeiverordnung über Tanzlustbarkeiten im Kriege vom 17. Januar 1942, veröffentlicht im deutschen Reichsgesetzblatt

Bestimmte Tage oder Zeitabschnitte mit Tanzverboten aus sittlichen oder traditionellen Gründen gab es in vielen Kulturen. Dabei bezog sich neben allgemeinen moralischen Bedenken gegen das Tanzen ein Verbot meist auf bestimmte Zeitabschnitte, für die die Ausgelassenheit des Tanzes als unangemessen galt, im christlichen Kulturkreis auf die geschlossenen Zeiten des Advents und der Fastenzeit. In den geschlossenen Zeiten des Kirchenjahres durfte weder getanzt noch aufwendig gefeiert werden. In der Folge des Puritanismus und des Pietismus wurde das Verbot über die Karwoche hinaus auch auf den Ostersonntag ausgedehnt, da dieser von weltlichen Vergnügungen freibleiben sollte. Andere Anlässe bilden Allerheiligen und das Gedächtnis Allerseelen, der Totensonntag und der staatliche Volkstrauertag.
In der fränkischen und alpenländischen Volkstanzszene wird die Tradition des Tanzverbotes in den geschlossenen Zeiten weiterhin gepflegt; große Tanzfeste finden regelmäßig vor Beginn dieser Zeiten statt (Kathreintanz, Fasching).
Allgemeine Tanzverbote wurden in Deutschland gelegentlich verhängt, so etwa im Ersten Weltkrieg; es wurde Silvester 1918 aufgehoben. Im September 1939, zu Beginn des Zweiten Weltkriegs, untersagte die nationalsozialistische Regierung öffentliche Tanzveranstaltungen (dem „Ernst der Lage entsprechend“). Sowohl der Überfall auf Polen (1939) als auch der Westfeldzug (1940) endeten schnell, siegreich und mit relativ geringen Verlusten; danach wurde im Deutschen Reich durch die nationalsozialistische Propaganda Siegerstimmung verbreitet. Das Tanzverbot wurde nicht durchgehend befolgt und zeitweise ganz aufgehoben, da Tanzunterhaltungen für Soldaten als „kriegswichtig für die Kampfkraft“ eingestuft wurden. Das per Erlass des Reichsführers SS und Chefs der Polizei Heinrich Himmler am 6. April 1941 erneuerte allgemeine Tanzverbot wurde nicht einheitlich befolgt. Es wurde am 10. Juni 1941 gelockert (ab dann durften an drei Tagen in der Woche Tanzvergnügen veranstaltet werden). Diese Lockerung wurde in der Bevölkerung als Indiz gegen einen bevorstehenden Russlandfeldzug gewertet, um den es vielerorts Gerüchte gegeben hatte. Der Überfall auf die Sowjetunion begann am 22. Juni 1941. Strikt verboten waren Tanzveranstaltungen ab Februar 1943 nach der verlorenen Schlacht von Stalingrad mit der Kapitulation der 6. Armee (Wehrmacht). Der NS-Propagandist Walter May-Hermannstadt verteidigte das Verbot am 11. April 1943 in einem in regionalen Wochenzeitungen veröffentlichten Leitartikel Das Tanzverbot ist ein Ausdruck der Solidarität der Jugend mit der kämpfenden Front.
Teilweise ergingen behördliche Tanzverbote auch aufgrund einer den Tanz generell als unsittlich oder schädlich ansehenden Haltung. Bestimmte Tänze, wie etwa der Wiener Walzer, der Tango oder Rock ’n’ Roll, wurden teils als gegen die Schicklichkeit oder das Gebot der Keuschheit verletzend betrachtet.

## Situation in deutschsprachigen Ländern

### Deutschland
Heute ist das Tanzverbot in Deutschland ein ländergeregeltes Verbot öffentlicher Tanzveranstaltungen an den sogenannten stillen Tagen (z. B. Karfreitag oder Volkstrauertag).
Das „Tanzverbot“ betrifft in der Regel nicht nur Tanz-, sondern auch andere öffentliche Veranstaltungen wie beispielsweise Sportveranstaltungen, da auch diese über den „Schank- und Speisebetrieb hinausgehen“ und damit nach dem Gesetzeswortlaut verboten sein können. Zudem gibt es einige Sonderregelungen: So gilt beispielsweise in Bayern am Karfreitag über das allgemeine Tanzverbot hinaus ein generelles Verbot musikalischer Darbietungen jeglicher Art in Räumen mit Schankbetrieb. Im Gegensatz dazu beginnt in Berlin alljährlich am Karfreitag ein großes Tanzsportturnier.
Die vom Tanzverbot betroffenen Tage sind in den Bundesländern unterschiedlich und werden durch die jeweiligen Feiertagsgesetze oder zusätzliche Verordnungen geregelt.
| Tag/Land         | BW        | BY    | BE    | BB    | HB    | HH        | HE    | MV    | NI    | NW    | RP    | SL    | SN    | ST    | SH    | TH    |
| ---------------- | --------- | ----- | ----- | ----- | ----- | --------- | ----- | ----- | ----- | ----- | ----- | ----- | ----- | ----- | ----- | ----- |
| Neujahr          |           |       |       |       |       |           | 04–12 |       |       |       |       |       |       |       |       |       |
| Aschermittwoch   |           | 02–24 |       |       |       |           |       |       |       |       |       |       |       |       |       |       |
| Gründonnerstag   | 18–24     | 02–24 |       |       |       |           | 04–24 |       | 05–24 | 18–24 | 04–24 | 04–24 |       |       |       |       |
| Karfreitag       | G         | G     | 04–21 | G     | 06–21 | 05–24 (a) | G     | G     | G     | G     | G     | G     | G     | G     | 02–24 | G     |
| Karsamstag       | 00–20     | G     |       | 00–04 |       |           | G     | 00–18 | G     | 00–06 | G     | G     |       |       | 00–02 |       |
| Ostersonntag     |           |       |       |       |       |           | 04–12 |       |       |       | 00–16 |       |       |       |       |       |
| Ostermontag      |           |       |       |       |       |           | 04–12 |       |       |       |       |       |       |       |       |       |
| Himmelfahrt      |           |       |       |       |       |           | 04–12 |       |       |       |       |       |       |       |       |       |
| Pfingstsonntag   |           |       |       |       |       |           | 04–12 |       |       |       |       |       |       |       |       |       |
| Pfingstmontag    |           |       |       |       |       |           | 04–12 |       |       |       |       |       |       |       |       |       |
| Fronleichnam     |           |       |       |       |       |           | 04–12 |       |       |       |       |       |       |       |       |       |
| Allerheiligen    | 03–24 (b) | 02–24 |       |       |       |           |       |       |       | 05–18 | 04–24 | 04–24 |       |       |       |       |
| Allerseelen      |           |       |       |       |       |           |       |       | K     |       |       | 00–18 |       |       |       |       |
| Volkstrauertag   | 05–24     | 02–24 | 04–21 | 04–24 | 06–17 | 06–15     | 04–24 | 05–24 | 05–24 | 05–18 | 04–24 | 04–24 | 03–24 | 05–24 | 06–20 | 03–24 |
| Buß- und Bettag  | 03–24     | 02–24 |       |       |       |           |       |       |       |       |       | 04–18 | 03–24 | 05–24 |       |       |
| Totensonntag     | 05–24     | 02–24 | 04–21 | 04–24 | 06–17 | 06–17     | 04–24 | 05–24 | 05–24 | 05–18 | 04–24 | 04–24 | 03–24 | 05–24 | 06–20 | 03–24 |
| Heiligabend      |           | 14–24 |       | 13–24 |       |           | 17–24 | 13–24 | 13–24 | 16–24 | 13–24 | 14–24 |       | 16–24 |       | 15–24 |
| 1. Weihnachtstag |           |       |       |       |       |           | 04–12 |       |       |       | 00–16 |       |       |       |       |       |
| 2. Weihnachtstag |           |       |       |       |       |           | 04–12 |       |       |       |       |       |       |       |       |       |

Legende:

     G        ganztägiges Tanzverbot

     K        05–24 Uhr in Gemeinden mit mindestens 40 Prozent katholischer Bevölkerung

 13–24    mit Angabe der Uhrzeit

               kein Tanzverbot
Darüber hinaus gibt es zum Teil die besondere Bestimmung, dass Gottesdienste nicht durch Lärm gestört werden dürfen. In Hessen gilt das Tanzverbot außerdem an allen Sonntagen von vier bis zwölf Uhr.

#### Baden-Württemberg
In Baden-Württemberg regelt das Feiertagsgesetz (FTG) die Tanzverbote. Verstöße können nach § 13 Abs. 2 FTG als Ordnungswidrigkeit mit einer Geldbuße bis zu 1500 € geahndet werden. Zu den genannten besonderen Feiertagen mit Tanzverbot kam bis zur Änderung 2015 nach § 10 Abs. 2 FTG das Verbot aller öffentlichen Tanzunterhaltungen von 3 Uhr bis 11 Uhr an jedem Sonntag, außer 1. Mai und 3. Oktober. Am 25. November 2015 beschloss der Landtag eine Änderung der Regelung, welche bis dahin eine der striktesten war. Danach fällt das Tanzverbot an folgenden Tagen weg: Alle Sonntage, Neujahr, Heilige Drei Könige, Ostermontag, Christi Himmelfahrt, Pfingstmontag, Fronleichnam, Heilig Abend, 1. Weihnachtstag, 2. Weihnachtstag. Weiterhin bestehen bleibt das Tanzverbot an folgenden Tagen: Allerheiligen, Allgemeiner Buß- und Bettag, Volkstrauertag, Totengedenktag, Gründonnerstag (ab 18 Uhr), Karfreitag, Karsamstag (bis 20 Uhr).

#### Bayern
Bis einschließlich Juli 2013 galt an allen geschützten Tagen in Bayern ein ganztägiges Tanzverbot von 0 Uhr bis 24 Uhr. Am 2. Juli 2013 jedoch beschloss der Bayerische Landtag, das Feiertagsgesetz zu ändern und dadurch das Tanzverbot zu lockern, sodass der Schutz der stillen Tage grundsätzlich erst ab 2 Uhr beginnt, an Karfreitag und Karsamstag bleibt das ganztägige Tanzverbot ab 0 Uhr aber erhalten. Dadurch sollte auf die geänderten Gewohnheiten beim Feiern in der heutigen Zeit eingegangen werden und der Schutz der stillen Tage dennoch gewahrt bleiben. Nach wie vor ist auch der 24.12. erst ab 14 Uhr geschützt. Diese Änderungen traten zum 1. August 2013 in Kraft. Voraus ging eine jahrelange politische Diskussion zwischen CSU und FDP. Teile der CSU befürchteten eine Aushöhlung der christlichen Feiertagskultur, die FDP führte an, der stille Tag beginne nicht bereits in der Nacht zuvor.
Am 30. November 2016 erklärte das Bundesverfassungsgericht den strengen Schutz des Karfreitags, wie er bis dahin in Bayern gegolten hatte, für verfassungswidrig. Durch das generelle Verbot seien die Versammlungs- und Weltanschauungsfreiheit verletzt worden. Der Karfreitag sei zwar als stiller Tag besonders geschützt; jede Befreiungsmöglichkeit von vornherein auszuschließen, sei jedoch unverhältnismäßig. Die Klage hatte der Bund für Geistesfreiheit angestrengt.

#### Bremen
Am 29. April 2011 wurde die Petition der Aktion „Tanzverbot abschaffen“ mit 790 Unterzeichnern an das Landesparlament Bremens, die Bremische Bürgerschaft, übergeben. Sie war damals eine der fünf Onlinepetitionen mit der stärksten Unterstützerzahl. Der Petitionsausschuss gab diese im Januar 2012 mit folgender Begründung an die Fraktionen weiter: „Angesichts der breiten Zustimmung, die das Anliegen des Petenten erfahren hat, ist der Petitionsausschuss der Auffassung, dass eine breitere politische Diskussion erforderlich ist.“ Nach der darauf folgenden, umfangreichen öffentlichen Diskussion brachten die Regierungsfraktionen von SPD und Bündnis 90/Die Grünen einen Antrag zur zweistufigen Abschaffung des Tanzverbotes im Bundesland Bremen ein. Dieser sieht vor, das Tanzverbot am Karfreitag auf 6 bis 21 Uhr, am Volkstrauertag und Totensonntag auf 6 bis 17 Uhr zu begrenzen und das Tanzen an allen anderen Tagen, an denen es bisher verboten war, zu erlauben. Zudem sollen auch diese zeitlichen Einschränkungen Ende Februar 2018 aufgehoben und das Tanzverbot damit endgültig abgeschafft werden. Mit den Stimmen der SPD, der Grünen und der Linken, gegen die Stimmen von CDU und BIW hat die Bremische Bürgerschaft am 13. März 2013 in zweiter Lesung diese Gesetzesänderung beschlossen. Sie trat vor dem Karfreitag 2013 in Kraft. 2017 wurde jedoch beschlossen, das Tanzverbot nicht abzuschaffen, sondern dauerhaft beizubehalten.
Nahezu wortgleiche Petitionen anderer Petenten wurden auch in Hessen und Rheinland-Pfalz gestellt, führten jedoch zu keinem Ergebnis.

#### Schleswig-Holstein
Bis einschließlich 25. März 2016 galt an allen stillen Feiertagen in Schleswig-Holstein ein ganztägiges Tanzverbot von 0 Uhr bis 24 Uhr. Im Januar 2016 jedoch beschloss der Schleswig-Holsteinische Landtag, das Verbot zu ändern und dadurch das Tanzverbot zu lockern, sodass der Schutz am Karfreitag um 2 Uhr in der Nacht beginnt und bis 2 Uhr des darauffolgenden Karsamstags anhält. Das Tanzverbot am Volkstrauertag und am Totensonntag „herrscht von 6 bis 20 Uhr“.

#### Tanzverbote aufgrund der COVID-19-Pandemie
Die Beschränkungen während der COVID-19-Pandemie in Deutschland beinhalten bzw. beinhalteten regelmäßig auch Verbote für den Betrieb von Diskotheken und für Tanzveranstaltungen. Diese wurden bereits mit den ersten Verordnungen zum Infektionsschutz Mitte März 2020 verhängt und im Gegensatz zu Unterbrechungen der Verbote vieler anderer Aktivitäten auch über den Sommer 2020 weitgehend beibehalten. Verbote für Paartanz ergaben sich auch indirekt aus dem Abstandsgebot von 1,50 m. Es gab z. B. in Berlin zeitweilig Tanzmöglichkeiten für feste Tanzpaare und Tanzveranstaltungen im Freien, die von November 2020 bis Juni 2021 wieder verboten wurden. In Schleswig-Holstein wurden per Verordnung am 17. März 2020 alle Clubs, Diskotheken etc. geschlossen: §4 (2) „Ferner sind zu schließen
a) Bars, Clubs, Diskotheken, Kneipen, Cafés und ähnliche Betriebe.“ Auch am 11. Mai 2021 heißt es in der entsprechenden Verordnung im „§ 5 Veranstaltungen im öffentlichen Raum“ explizit „(3) Tanzen ist unzulässig“.

### Österreich
Ein Tanzverbot gab es in Österreich zuletzt nur noch in Tirol (bis 2004) und in Oberösterreich (bis 2007). In den meisten Bundesländern sind „Veranstaltungen, die dem Charakter des Tages [nicht] gerecht werden“ bzw. „die religiösen Gefühle der Bevölkerung zu verletzen geeignet sind“, am Karfreitag durch das jeweilige Veranstaltungsgesetz untersagt und in einigen Bundesländern auch am 24. Dezember. Veranstaltungen, die über Mitternacht hinaus gehen, müssen üblicherweise nicht abgebrochen werden. In Kärnten sind generell alle Veranstaltungen untersagt. In der Steiermark und in Vorarlberg gibt es keine Beschränkungen, in Oberösterreich sind Beschränkungen seit 2008 sogar untersagt.

### Schweiz
Das Tanzverbot ist kantonal geregelt. Derzeit (2012) existieren unter dieser Bezeichnung in sechs Kantonen Vorschriften für hohe Feiertage, nämlich in den Kantonen Aargau, Glarus, Uri, Obwalden, Solothurn und Appenzell Innerrhoden.
Im Kanton Appenzell Innerrhoden befürwortete der Grosse Rat Anfang Februar 2009 nach Kritik aus katholischen Kreisen die Beibehaltung des Tanzverbots über die Karwoche.
Im Kanton St. Gallen sind öffentliche Veranstaltungen nicht-religiöser Art an hohen Feiertagen verboten, ausgenommen in geschlossenen Räumen und mit weniger als 500 Personen.
Im Aargau schränkt die Bestimmung im kantonalen Gastgewerbegesetz die Öffnungszeiten an fünf hohen Feiertagen wie Karfreitag, Ostern, Pfingsten und Weihnachten ein. Die Gastwirtschaftsbetriebe müssen um 00:15 Uhr schließen – statt wie an anderen Tagen um zwei Uhr. Oder mit Bewilligung der Gemeinde sogar erst um vier Uhr. Ein eigentliches Tanzverbot besteht im Aargau jedoch seit 1997 nicht mehr. Das Tanzen sowie öffentliche Tanz-, Kultur- und Konzertveranstaltungen sind an allen christlichen Feiertagen erlaubt.
In allen anderen Kantonen existiert kein Tanzverbot mehr, zuletzt hoben der Kanton Luzern im Jahr 2009 und der Kanton Baselland 2011 ihr bis dahin bestehendes Tanzverbot auf.

### Konflikte
Da die Regierung von Oberbayern 2008 das Kreisverwaltungsreferat anwies, keine Ausnahmen für Halloween-Partys (über Mitternacht hinaus) mehr zuzulassen, sofern es sich nicht um geschlossene Gesellschaften handelt, gab es Konflikte mit Gastronomen.
Durch die Verschiebung des Tanzverbots von Mitternacht auf zwei Uhr im Jahr 2013 wurde die Kritik weitgehend obsolet.

#### Positionen zum Tanzverbot
Der Humanistische Verband Deutschlands sieht im Tanzverbot, das öffentliche Veranstaltungen zu bestimmten kirchlichen und weltlichen Anlässen verbietet, eine Benachteiligung von andersgläubigen und konfessionslosen Menschen und fordert eine Veränderung der Feiertagsgesetze. Dieser Kritik schlossen sich auch der Bund für Geistesfreiheit, die Giordano-Bruno-Stiftung sowie Teile von Bündnis 90/Die Grünen, der Piratenpartei Deutschland und der Jungen Liberalen an.
Aus Kreisen der Piratenpartei hieß es, dass das Tanzverbot „aus religiös motivierten Gründen in unzulässiger Form in die allgemeine Freiheit“ eingreife.
Zur Karfreitagsruhe erklärt Sigrid Beer, Landtagsabgeordnete in Nordrhein-Westfalen, kirchenpolitische Sprecherin und Parlamentarische Geschäftsführerin, auf ihrer Website:
„Die Grünen stehen für religiöse Vielfalt und ein Gesellschaftsbild von Pluralität und Toleranz. … Für mich als Christin ist und bleibt der Karfreitag ein Stolperstein in der Gesellschaft. … Deshalb braucht diese Gesellschaft auch einen stillen Feiertag wie den Karfreitag, an dem sie auf sich selbst zurückgeworfen wird. … Am Feiertagsgesetz ist keine Änderung vorgesehen.“
Die Grüne Jugend betonte 2012 im Gegensatz dazu, es sei „nicht die Aufgabe des Staates, allen Andächtigkeit vorzuschreiben“, zudem seien gesetzlich vorgeschriebene Bräuche unvereinbar mit einem säkularen Staat.
Der Deutsche Städte- und Gemeindebund forderte 2017 eine Lockerung der Feiertagsgesetze. Nötig sei eine „größere Anpassung an die gesellschaftliche Realität“.

#### „Heidenspaß-Party“ am Karfreitag
Eine vom Bund für Geistesfreiheit München geplante „Heidenspaß-Party“ am Karfreitag 2007 wurde von der Stadt verboten. Grundlage für das Verbot war das Bayerische Gesetz über den Schutz der Sonn- und Feiertage: Nach Artikel 2, Absatz 2 sind „[a]n den stillen Tagen […] öffentliche Unterhaltungsveranstaltungen nur dann erlaubt, wenn der diesen Tagen entsprechende ernste Charakter gewahrt ist.“ Artikel 5 erlaubte es den Gemeinden „aus wichtigen Gründen im Einzelfall von den Verboten der Art. 2, 3 und 4 Befreiung [zu] erteilen, nicht jedoch für den Karfreitag.“ Gegen das Verbot klagte der Verband und unterlag zunächst im April 2009 vor dem Bayerischen Verwaltungsgerichtshof. Der Erste Senat des Bundesverfassungsgerichts beschloss dann jedoch am 27. Oktober 2016 u. a. „Artikel 5 Halbsatz 2 des Bayerischen Gesetzes über den Schutz der Sonn- und Feiertage ist mit Artikel 4 Absatz 1 und 2 sowie mit Artikel 8 Absatz 1 des Grundgesetzes unvereinbar und nichtig.“ Das Bundesverfassungsgericht würdigte in seinem Urteil den Anspruch der geplanten Veranstaltung als weltanschauliches Wirken durch eine anerkannte Weltanschauungsgemeinschaft, das durch das Grundgesetz besonders geschützt sei, so dass die Veranstaltung „bei verfassungskonformem Verständnis ausnahmsweise zu gestatten gewesen“ sei.

#### Petition und Demonstrationen gegen das Tanzverbot
Im Jahr 2004 lehnte der Landtag Baden-Württembergs eine eingereichte Petition gegen das Tanzverbot (nach § 10 FTG) ab und begründete dies mit der „großen Bedeutung, die dem verfassungsrechtlich gebotenen Schutz von Sonn- und Feiertagen“ zukomme.
2011 fand auf die Ankündigung des Ordnungsdezernats Frankfurt/Main hin, das Tanzverbot an Karfreitag durchsetzen zu wollen, eine öffentliche Debatte zum Thema statt. In den Jahren davor waren Tanzveranstaltungen trotz Tanzverbot meist toleriert worden, sodass einige Wirte die Gefahr hoher wirtschaftlicher Schäden als Argument gegen das Gesetz anführten. Während FDP und CDU und die Kirchen das Verbot verteidigten, wurde es von einem Teil der Presse, etwa der Frankfurter Rundschau, und Mitgliedern anderer Parteien, etwa der grünen Landtagsabgeordneten Sarah Sorge und den hessischen Jungen Liberalen, als „nicht zeitgemäß“ abgelehnt. Am 22. April 2011 demonstrierten zwischen 800 und 2000 Menschen auf dem Frankfurter Römerberg gegen das Tanzverbot. Dabei kam es auch zur Störung einer Karfreitagsprozession der kroatischen katholischen Gemeinde durch Pöbeleien und Pfiffe, wofür die Veranstalter der Demonstration anschließend um Entschuldigung baten.
Auch an Karfreitag 2012 gab es in mehreren deutschen Städten Proteste gegen das Tanzverbot, in Hessen war die Kundgebung „Tanzen gegen das Tanzverbot“ zuvor verboten worden.

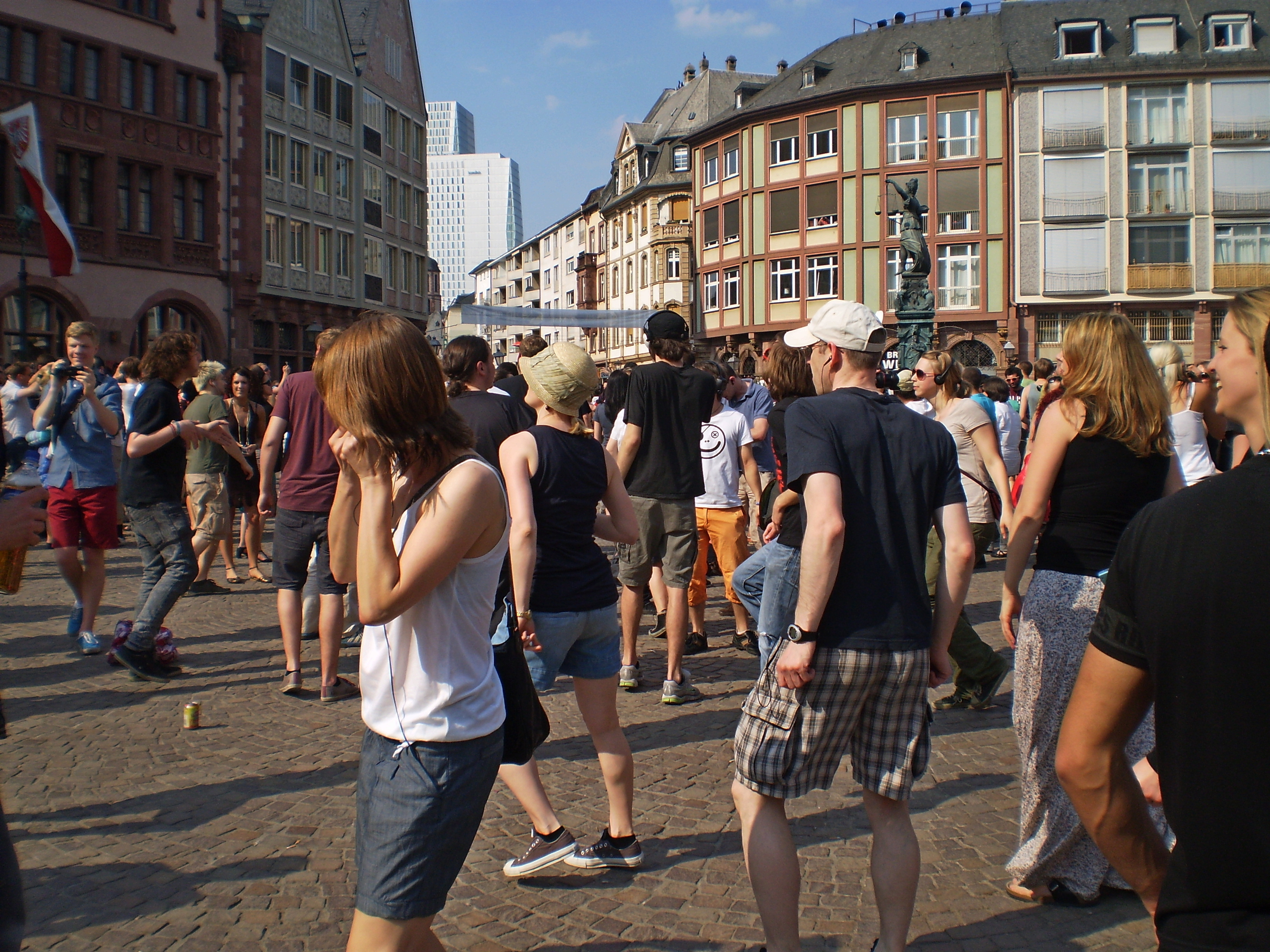
Protest gegen das Tanzverbot am Karfreitag in Frankfurt am Main.

#### Umfragen zum Tanzverbot
Laut einer Umfrage von YouGov aus dem Jahr 2016 waren 53 % für die Beibehaltung und 38 % für eine Aufhebung des Tanzverbots am Karfreitag. Bei einer erneuten Umfrage 2017 waren die Werte nahezu unverändert. Dabei sind es vor allem Menschen ab 60 Jahren, die sich gegen eine Aufhebung des Tanzverbots aussprechen.

## Situation in muslimisch geprägten Ländern
In vielen Staaten des mittleren Ostens stellen fundamentalistische Strömungen oder Regimes das Tanzen häufig als negativ oder verrufen dar, obwohl in allen diese Gesellschaften traditionelle Volkstänze existieren und vor allem bei Hochzeiten Tanz ein wichtiger Bestandteil der Feier ist. Antony Shay bezeichnet diese Sichtweise  als choreophobia. Bestimmte islamistische Theologen (z. B. im Iran oder Afghanistan oder Muslimbrüder in Ägypten) sehen Tanzen allgemein als Störung des gesellschaftlichen Friedens an, traditionell wird jedoch auch in streng fundamentalistischen Gesellschaften wie Saudi-Arabien Tanz akzeptiert, solange Geschlechtertrennung bewahrt wird, d. h. Frauen nicht vor Männern tanzen oder umgekehrt. In bestimmten religiösen Bruderschaften ist Tanz ein wichtiger Ritus, der als eine Art Gottesdienst verstanden wird und nicht mit weltlichen Genüssen in Zusammenhang gebracht wird. Im Iran gibt es daher Tanzverbote. Tanzen und Musik werden jedoch im Koran nicht explizit geregelt.

## Sonstiges
Der Film Footloose (1984) hat ein Tanzverbot zum Thema. Der Song Marea (We’ve Lost Dancing) von Fred Again und The Blessed Madonna, der am 22. Februar 2021 veröffentlicht wurde, beschäftigt sich ebenfalls mit Tanzverboten im Rahmen der COVID-19-Pandemie.